# Syntrichia
Syntrichia is een geslacht van mossen uit de kleimosfamilie (Pottiaceae). De geslachtsnaam is van Griekse oorsprong voor "plus" en "haar", verwijzend naar de "gedraaide peristoom verenigd door een basaal membraan".
De mossen koloniseren rotsen, grond en boomschors. Ze hebben kosmopolitische verspreiding.

## Kenmerken
De mossen lijken op de Tortula-soorten, maar zijn over het algemeen wat forser. Ze vormen kleine tot grote, groene tot geelbruine of roodbruine plukjes.
De stengels zijn eenvoudig of gevorkt vertakt.
De vochtige toestand uitstekende tot teruggebogen bladeren zijn omgekeerd eirond, spatelvormig of tongvormig, zelden breed langwerpig-lancetvormig. De bladranden zijn vlak of gebogen en hebben meestal gave randen.
De bladnerf loopt door tot in de top van het blad, treedt uit als een kort spitsje of heel vaak als een lange en meestal getande glashaar.
Aan de bladbasis bevinden zich aan weerszijden van de nerf een ongeveer omgekeerde U-vormige groep grote, rechthoekige, gladde, hyaliene en dunwandige cellen, die duidelijk is afgebakend van de bovenste, kleinere, meestal afgeronde vierkante en sterk papilleuze laminacellen.
De soorten zijn tweehuizig, autecious (eenhuizig) of synecious (hermafrodiet).
De rode of bruine, langwerpige en gladde seta draagt een rechtopstaande, rechte of licht gebogen cilindrische sporenkapsel met een conisch operculum en een kapvormige calyptra. De 32 peristoomtanden zijn draadachtig.

## Soorten
Sinds 2020 accepteert World Flora Online 114 soorten van het geslacht Syntrichia.
- Syntrichia abranchesii (Luisier) Ochyra
- Syntrichia aciphylla (Bruch & Schimp.) Jur.
- Syntrichia aculeata (Wilson) R.H. Zander
- Syntrichia agraria (Hedw.) F. Weber & D. Mohr
- Syntrichia alpestris (Dixon) R.H. Zander
- Syntrichia alpina Brid.
- Syntrichia ammonsiana (H.A. Crum & L.E. Anderson) Ochyra
- Syntrichia amphidiacea (Müll. Hal.) R.H. Zander
- Syntrichia anderssonii (Ångström) R.H. Zander
- Syntrichia andicola (Mont.) Ochyra
- Syntrichia angustifolia (Herzog) Cano
- Syntrichia antarctica (Hampe) R.H. Zander
- Syntrichia astoma (Schiffner) Podp.
- Syntrichia austro-africana (W.A. Kramer) R.H. Zander
- Syntrichia baileyi (Broth.) R.H. Zander
- Syntrichia bartramii (Steere) R.H. Zander
- Syntrichia berthoana (Thér.) M. T. Gallego & M.J. Cano
- Syntrichia bidentata (X.L. Bai) Ochyra
- Syntrichia bipedicellata (E. Britton) R.H. Zander
- Syntrichia bogotensis (Hampe) Mitt. ex R.H. Zander
- Syntrichia boliviana M. T. Gallego & M.J. Cano
- Syntrichia brachyclada (Cardot) R.H. Zander
- Syntrichia brandisii (Müll. Hal.) R.H. Zander
- Syntrichia breviseta (Mont.) Cano & M. T. Gallego
- Syntrichia brevisetacea (Hampe ex F. Muell.) R.H. Zander
- Syntrichia buchtienii (Herzog) Cano & M. T. Gallego
- Syntrichia cainii (H.A. Crum & L.E. Anderson) R.H. Zander
- Syntrichia calcicola J.J. Amann
- Syntrichia campestris (Dusén) R.H. Zander
- Syntrichia canescens (Mont.) Delogne
- Syntrichia caninervis Mitt.
- Syntrichia cavallii (G. Negri) Ochyra
- Syntrichia ciliata (Broth.) R.H. Zander
- Syntrichia conferta (E.B. Bartram) R.H. Zander
- Syntrichia costesii (Thér.) R.H. Zander
- Syntrichia crenulata (Warnst.) J.J. Amann
- Syntrichia cuneifolia (Dicks.) Delogne
- Syntrichia densa (Velen.) J.-P. Frahm
- Syntrichia desertorum (Broth.) J.J. Amann
- Syntrichia didymodontoides (Broth.) R.H. Zander
- Syntrichia epilosa (Broth. ex Dusén) R.H. Zander
- Syntrichia ericetorum (Dicks. ex With.) Brid.
- Syntrichia filaris (Müll. Hal.) R.H. Zander
- Syntrichia flagellaris (Schimp.) R.H. Zander
- Syntrichia fontana (Müll. Hal.) R.H. Zander
- Syntrichia fragilis (Taylor) Ochyra
- Syntrichia fuscoviridis (Cardot) R.H. Zander
- Syntrichia geheebiaeopsis (Müll. Hal.) R.H. Zander
- Syntrichia gemmascens (P.C. Chen) R.H. Zander
- Syntrichia glabra J.-P. Frahm & M. T. Gallego
- Syntrichia glacialis (Kunze ex Müll. Hal.) R.H. Zander
- Syntrichia gromschii (Thér.) R.H. Zander
- Syntrichia handelii (Schiffner) S. Agnew & Vondr.
- Syntrichia jaffuelii (Thér.) R.H. Zander
- Syntrichia lacerifolia (R.S. Williams) R.H. Zander
- Syntrichia laevipila Brid. - Boomsterretje
- Syntrichia latifolia (Bruch ex Hartm.) Huebener - Riviersterretje
- Syntrichia leucostega (Müll. Hal.) R.H. Zander
- Syntrichia leucostoma (R. Br.) Spreng.
- Syntrichia limensis (R.S. Williams) R.H. Zander
- Syntrichia linguifolia (Herzog) R.H. Zander
- Syntrichia lithophila (Dusén) Ochyra & R.H. Zander
- Syntrichia longimucronata (X.J. Li) R.H. Zander
- Syntrichia magellanica (Mont.) R.H. Zander
- Syntrichia magilliana L.E. Anderson
- Syntrichia minor (Bizot) M. T. Gallego, J. Guerra, M.J. Cano, Ros
- Syntrichia mollis (Bruch & Schimp. ex Müll. Hal.) R.H. Zander
- Syntrichia montana Nees - Vioolsterretje
- Syntrichia muricata M. T. Gallego & Cano
- Syntrichia napoana (De Not.) Cano & M. T. Gallego
- Syntrichia norvegica F. Weber
- Syntrichia obtusissima (Müll. Hal.) R.H. Zander
- Syntrichia pagorum (Milde) J.J. Amann
- Syntrichia papillosa (Wilson) Jur. - Knikkersterretje
- Syntrichia papillosissima (Copp.) Loeske
- Syntrichia percarnosa (Müll. Hal.) R.H. Zander
- Syntrichia phaea (Hook. f. & Wilson) R.H. Zander
- Syntrichia pichinchensis (Taylor) R.H. Zander
- Syntrichia polylepidis (Herzog) Cano & M. T. Gallego
- Syntrichia princeps (De Not.) Mitt.
- Syntrichia prostrata (Mont.) R.H. Zander
- Syntrichia pseudohandelii (J. Froehl.) S. Agnew & Vondr.
- Syntrichia pseudolatifolia (Cardot) M.J. Cano & M. T. Gallego
- Syntrichia pseudorobusta (Dusén) R.H. Zander
- Syntrichia pygmaea (Dusén) R.H. Zander
- Syntrichia ramosissima (Thér.) R.H. Zander
- Syntrichia reflexa R.H. Zander
- Syntrichia rigescens (Broth. & Geh.) Ochyra
- Syntrichia robusta (Hook. & Grev.) R.H. Zander
- Syntrichia rubella (Hook. & Wilson) R.H. Zander
- Syntrichia rubra (Mitt.) R.H. Zander
- Syntrichia rufa (Schimp. ex Besch.) O'Shea
- Syntrichia rupicola B.H. Allen
- Syntrichia ruralis (Hedw.) F. Weber & D. Mohr - Duinsterretje
- Syntrichia sarconeurum (Hook. f. & Wilson) Ochyra & R.H. Zander
- Syntrichia saxicola (Cardot) R.H. Zander
- Syntrichia scabrella (Dusén) R.H. Zander
- Syntrichia scabrinervis (Müll. Hal.) R.H. Zander
- Syntrichia schmidii (Müll. Hal.) Mitt.
- Syntrichia schnyderi (Müll. Hal.) R.H. Zander
- Syntrichia serrata (Dixon) R.H. Zander
- Syntrichia serripungens (Lorentz & Müll. Hal.) R.H. Zander
- Syntrichia serrulata (Hook. & Grev.) Cano
- Syntrichia sinensis (Müll. Hal.) Ochyra
- Syntrichia socialis (Dusén) R.H. Zander
- Syntrichia spuria J.J. Amann
- Syntrichia subaristata (Bruch & Schimp. ex Müll. Hal.) R.H. Zander
- Syntrichia submontana (Broth.) Ochyra
- Syntrichia subpapillosa (Cardot & Broth.) Matteri
- Syntrichia subpapillosissima (R.B. Pierrot ex W.A. Kramer) M. T. Gallego &
- Syntrichia sucrosa K. M. Kellman
- Syntrichia virescens (De Not.) Ochyra - Uitgerand zodesterretje
- Syntrichia viridula (Müll. Hal.) R.H. Zander
- Syntrichia xerophila (Herzog) S.P. Churchill